# Hewland
Hewland – brytyjskie przedsiębiorstwo specjalizujące się w produkcji skrzyń biegów do samochodów wyścigowych, założone w 1957 roku przez Mike'a Hewlanda.
Hewland było pierwszym przedsiębiorstwem, dostarczającym skrzynie biegów na zamówienie. Ich skrzynie biegów były używane między innymi w Formule Junior, Formule 3 oraz Formule 1. Pierwszą skrzynię biegów Hewland zaprojektował w 1963 roku i oznaczył jako HD4 (HD oznacza Hewland Design).